# بتسی پالمر
بتسی پالمر (انگلیسی: Betsy Palmer؛ زادهٔ ۱ نوامبر ۱۹۲۶ – درگذشته ۲۹ مه ۲۰۱۵) یک هنرپیشه اهل ایالات متحده آمریکا بود. وی از سال ۱۹۵۱ تا سال ۲۰۱۵ مشغول فعالیت بود.

## فیلم‌شناسی
از فیلم‌ها یا برنامه‌های تلویزیونی که وی در آن نقش داشت می‌توان به جمعه ۱۳ام (۱۹۸۰)، آقای رابرتس (۱۹۵۵)، آخرین مرد خشمگین (۱۹۵۹) اشاره کرد.

## مرگ
پالمر در 29 مه 2015 به دلایل طبیعی در یک مرکز مراقبت از آسایشگاه در دانبری، کانکتیکات درگذشت .  او 88 سال داشت.